# Athlia rotundata
Athlia rotundata är en skalbaggsart som beskrevs av Gutierrez 1949. Athlia rotundata ingår i släktet Athlia och familjen Melolonthidae. Inga underarter finns listade.